# Thimougies
Thimougies is een dorp in de Belgische provincie Henegouwen, en een deelgemeente van de Waalse stad Doornik. 

## Geschiedenis
Marie Carlier-Renard volgde in 1922 haar broer op als burgemeester en werd daarmee een van de eerste vrouwelijke burgemeesters in België.
Thimougies bleef een zelfstandige gemeente, tot die bij de gemeentelijke herindeling van 1977 toegevoegd werd aan de gemeente Doornik.

## Bezienswaardigheden
- De Sint-Hilariuskerk (Église Saint-Hilaire) is een neoclassicistisch bouwwerk van 1846. Aan de rechterzijmuur bevindt zich, buiten de kerk, een 17e-eeuwse Sint-Hilariuskapel die het doel was van bedevaarten.
- De Moulin de Thimougies is een zeer grote standerdmolen. In 2008 waaide de molen om. De onderdelen werden opgeslagen en in 2019 werd hij weer in gebruik genomen.
- De Ferme de la Torelies uit de 18de eeuw

## Galerij

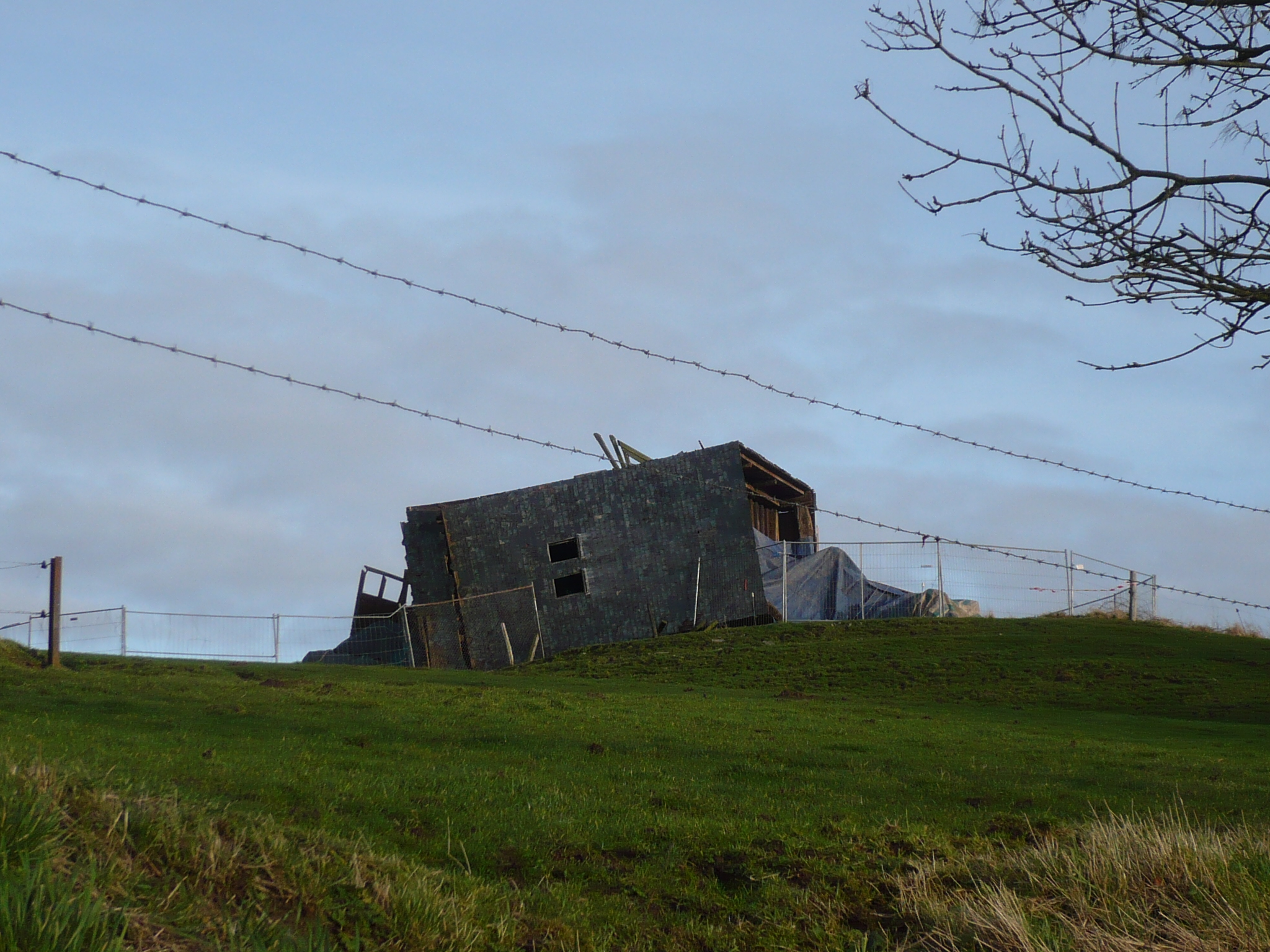
Resten van de tijdens een storm in 2008 omgewaaide molen van Thimougies
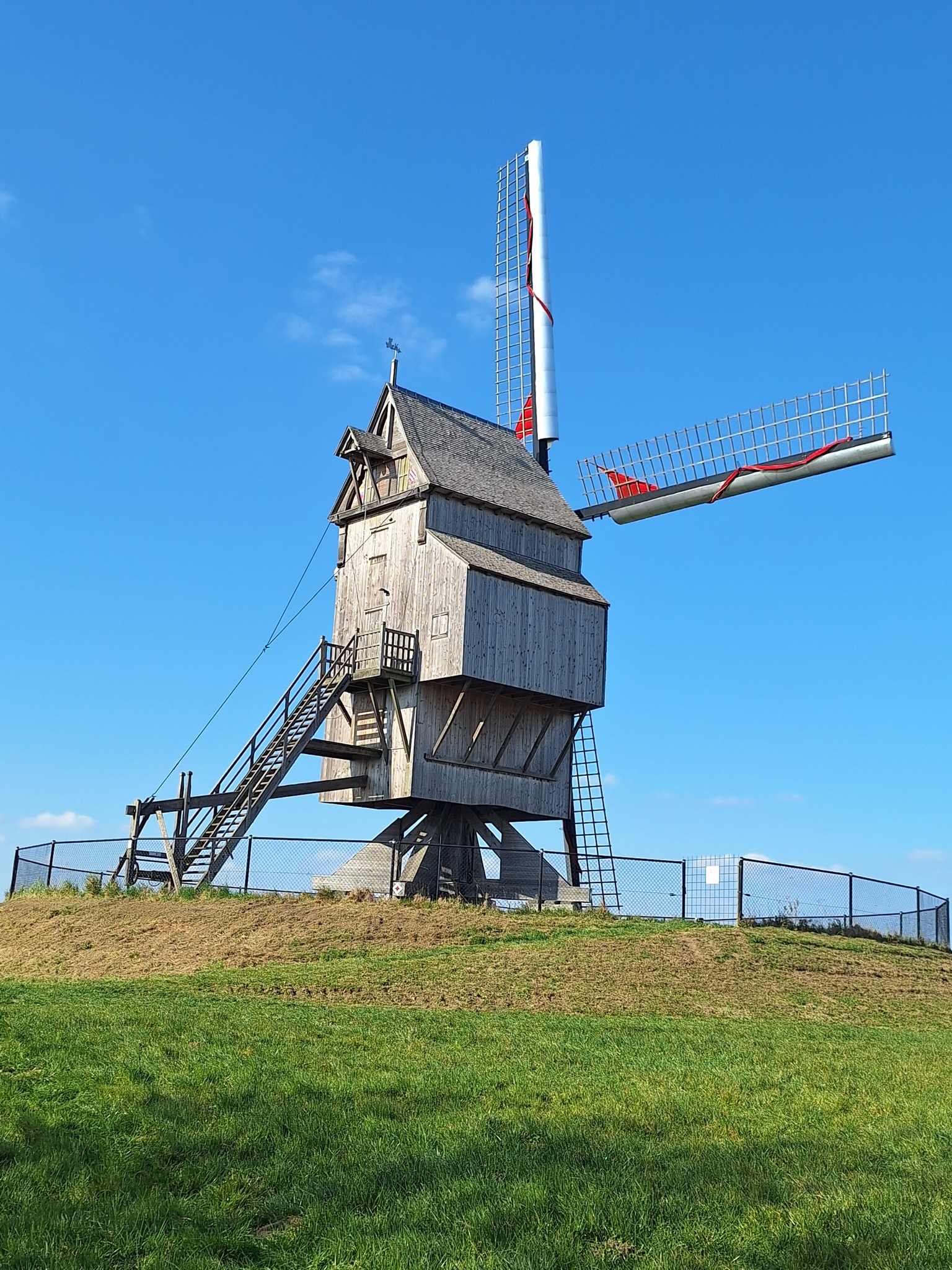
Heropgebouwde molen, in 2025

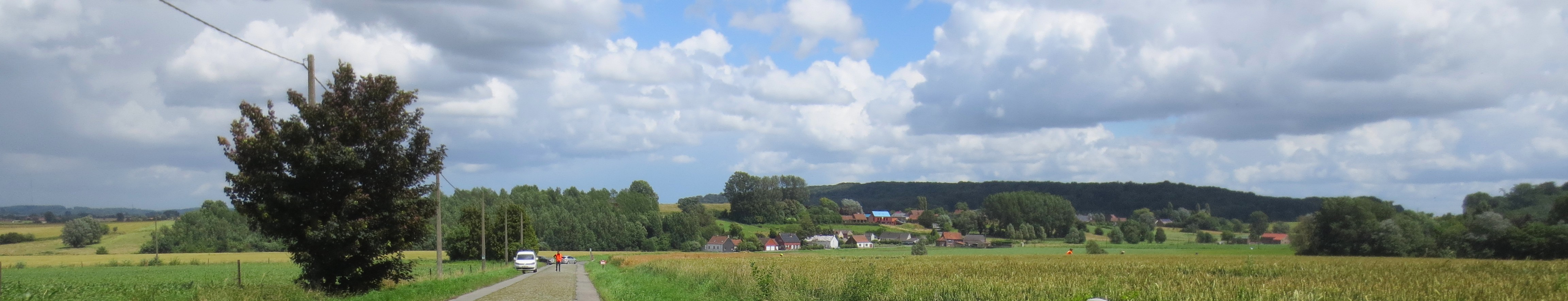
Thimougies

## Natuur en landschap
Thimougies ligt op een beschieden heuvelrug en de hoogte bedraagt 80 meter. 

## Demografische ontwikkeling
- Bronnen:NIS, Opm:1831 tot en met 1970=volkstellingen

## Politiek
Thimougies had een eigen gemeentebestuur en burgemeester tot de fusies van 1977. Burgemeesters waren:
- Louis Renard
- 1922-... : Marie Renard
- 1965-1974 : Michelle Renard

## Nabijgelegen kernen
Quartes, Melles, Beclers, Maulde